# Amnestus pallidus
Amnestus pallidus är en insektsart som beskrevs av John Todd Zimmer 1910. Amnestus pallidus ingår i släktet Amnestus och familjen taggbeningar. Inga underarter finns listade i Catalogue of Life.